# İnebolu
İnebolu là một huyện thuộc tỉnh Kastamonu, Thổ Nhĩ Kỳ. Huyện có diện tích 302 km² và dân số thời điểm năm 2007 là 24699 người, mật độ 82 người/km².